# Caballería
Die Caballería war ein Flächenmaß in Spanien und auf verschiedenen Inseln der Karibik:
- Spanien 1 Caballería = 60 Fanegas = 385,3729 Ar[1]
- Kuba 1 Caballería = 324 Quadrat-Cordeles = 186,624 Quadrat-Varas = 13,01189 Hektar[2]
- Haiti 1 Caballería = 10 Carreaux = 10.000 Quadrat-Pas (Schritt) = 12,9263 Hektar[3]
- Guatemala u. Costa Rica 1 Caballería = 64 Manzanas (1 M. = 69,87 Ar)[4] = 4.471,91 Ar